# Jhankaar Beats
Jhankaar Beats – bollywoodzka komedia z 2003 roku wyreżyserowana przez debiutanta Sujoy Ghosha, autora Home Delivery: Aapko... Ghar Tak. W rolach głównych  Sanjay Suri, Rahul Bose, Juhi Chawla, Shayan Munshi, Rinke Khanna i Riya Sen. Film jest pochwałą przyjaźni, pasji muzycznej i miłości, która polega na poświęceniu się, wychodzeniu naprzeciw uczuciom i potrzebom ukochanej osoby. W centrum filmu relacja wspierających się braci i relacje dwóch małżeństw: cieszących się ze zbliżających się narodzin dziecka - Deepa i Shanti i zagrożonych rozstaniem Rishi i Nikki.

## Fabuła
Deep (Sanjay Suri) i Rishi (Rahul Bose) to dwaj bracia i dwie bratnie dusze. W dzień razem pracują w firmie reklamowej. Wieczorem marząc o sławie grają razem tworząc zespół „Jhankaar Beats”. Dzielą się ze sobą kłopotami w małżeństwie. Niedużymi - Deepa szczęśliwego w małżeństwie z brzemienną właśnie Shakti (Juhi Chawla). I poważnymi - Rishi, nieszczęśliwego z powodu grożącego mu rozwodu. Pewnego dnia poznają Neela (Shayan Munshi), który nie śmie wyznać swej miłości Preety (Rinke Khanna). Zaczyna on dzielić ich pasję do muzyki. Teraz w trójkę współtworzą zespół muzyczny pomagając sobie wzajemnie rozumieć swoje ukochane.

## Motywy kina indyjskiego
- Mumbaj * zespół muzyczny (Kabhi Haan Kabhi Naa) * dyskoteka (Halla Bol) * szczęśliwa rodzina * gołębie (Żona dla zuchwałych, Parinda) * ladoo (Czasem słońce, czasem deszcz, Mujhse Dosti Karoge!) * przyjaciele * nawiązanie do filmu Sholay * relacja teściowej i zięcia * rozwód (Zubeidaa) * homoseksualizm * kryzys małżeński * relacja braci (Czasem słońce, czasem deszcz, Ram Lakhan, Karan Arjun) * powrót do Indii z USA (Imiennik, Swades) * strach przed wyznaniem miłości * przyjaciele * relacja ojciec- syn (Czasem słońce, czasem deszcz, Apne) * akcenty chrześcijańskie * wiara w Boga * wyjazd do USA} * modlitwa * taksówką do porodu (Salaam Namaste) * szpital * narodziny dziecka * pojednanie

## Obsada
- Sanjay Suri jako Deep
- Rahul Bose jako Rishi
- Shayan Munshi jako Neel
- Juhi Chawla jako Shanti
- Rinke Khanna jako Nicky
- Riya Sen jako Preeti
- Vijayendra Ghatge jako Mr. Kapoor
- Ikraa Khatri jako Muskaan
- Raja Vaid jako Vijay

## Muzyka i piosenki
Muzykę do filmu stworzył duet Vishal-Shekhar, autorzy muzyki do takich filmów jak Om Shanti Om, Cash, I See You, Szalona przyjaźń, Taxi Number 9211, Zinda, Mistrz blefu, Ek Ajnabee, My Brother… Nikhil, Home Delivery: Aapko... Ghar Tak, Sekcja dziesiąta, Tashan i Shabd.
- Theme Song
- Boss Kaun Tha
- Jo Gaya Vo Gaya
- Sahi Hai Re
- Tu Aashiqui Hai
- Hamein Tumse Pyar Kitna
- Ruk Ruk Rukna Na
- Tera Muskurana